# Oznakowanie specjalne
Oznakowanie specjalne – w systemie IALA określa rejon o specjalnym znaczeniu opisany w odpowiednich publikacjach nautycznych. Może to być np. strefa ćwiczeń wojskowych, rekreacyjna, nieczystego dna, rejon z podwodnymi kablami lub rurociągami itp.
Kolor żółty, kształty różne, znak szczytowy (jeśli jest zastosowany) w formie 'leżącego' krzyża.
Światło żółte, rytm dowolny, ale inny niż w znakach systemu IALA świecących znakiem białym, w celu uniknięcia pomyłki w identyfikacji.